# Ståle Andersen
Ståle Andersen (Oslo, 7 marzo 1970) è un ex giocatore di calcio a 5, allenatore di calcio ed ex calciatore norvegese, di ruolo centrocampista.

## Carriera

### Giocatore

#### Club
Andersen cominciò la carriera con la maglia del Nordstrand, per cui militò dal 1984 al 1986. Nel 1987 passò allo Skeid, prima di trasferirsi agli svedesi del Malmö nel 1989. Tornò in patria nel 1990, per militare nelle file del Vålerengen. Il 29 luglio dello stesso anno, poté esordire nella 1. divisjon, all'epoca massima divisione del campionato norvegese: subentrò infatti a Bengt Eriksen nella sconfitta casalinga per 0-1 contro lo Start. A fine stagione, il club retrocesse e tornò in quella che diventò la Tippeligaen soltanto nel 1994.
Andersen passò poi al Drøbak/Frogn nel 1996. Nel 1997 tornò in Svezia, accordandosi con lo Örgryte: in due stagioni, totalizzò 38 presenze e 2 reti nella Allsvenskan. Nel 1999 firmò nuovamente per lo Skeid, stavolta militante nella Tippeligaen, ma non riuscì a salvarlo dalla retrocessione. Nel corso dell'anno seguente si trasferì all'Oslo Øst, club con cui arrivò nella 1. divisjon nel 2002. Giocò poi per il KFUM Oslo dal 2007 al 2010, sia per la squadra di calcio che per quella di calcio a 5.

#### Nazionale
Andersen conta 5 presenze per la Norvegia under 21.

### Allenatore
Nel 2003, diventò allenatore-giocatore dell'Oslo Øst. Dal 2007 al 2010 ricoprì lo stesso incarico al KFUM Oslo.